# Hawker Harrier
Hawker Harrier er et britisk-konstrueret jetfly, som er i stand til at starte og lande lodret. 
Flyet findes i en engelsk flådeversion, som kaldes Sea Harrier, samt en amerikansk udgave, AV-8 Harrier, som bygges af Boeing.
| Luftfart | Spire Denne artikel om flyvning er en spire som bør udbygges. Du er velkommen til at hjælpe Wikipedia ved at udvide den. |